# Tom Priestley
Ne pas confondre avec le directeur de la photographie américain Tom Priesley Jr.
Pour les articles homonymes, voir Priestley.
Tom Priestley, né le 22 avril 1932 à Londres (Angleterre) et mort le 25 décembre 2023, est un monteur et monteur son anglais.

## Biographie
Fils de l'auteur John Boynton Priestley (1894-1984), Tom Priestley débute aux studios de Shepperton vers la fin des années 1950 et exerce d'abord comme assistant monteur son (ex. : Dunkerque de Leslie Norman en 1958) et assistant monteur (ex. : Le vent garde son secret de Bryan Forbes en 1961).
Puis, principalement pour le cinéma britannique, il devient monteur son (ex. : Répulsion de Roman Polanski en 1965) et surtout monteur, notamment sur Isadora de Karel Reisz (1968), Délivrance de John Boorman (1972) et 1984 de Michael Radford (1984).
Il se retire au début des années 1990.

## Filmographie partielle

### Monteur son
- 1958 : Le Criminel aux abois (Nowhere to Go) de Seth Holt et Basil Dearden (assistant)
- 1958 : Dunkerque (Dunkirk) de Leslie Norman (assistant)
- 1959 : Le Bouc émissaire (The Scapegoat) de Robert Hamer (assistant)
- 1959 : This Other Eden de Muriel Box (assistant)
- 1960 : Le Silence de la colère (The Angry Silence) de Guy Green (assistant)
- 1965 : Répulsion (Repulsion) de Roman Polanski
- 1965 : Dr. Who et les Daleks (Dr. Who and the Daleks) de Gordon Flemyng
- 1965 : Le Crâne maléfique (The Skull) de Freddie Francis

### Monteur
- 1961 : Le vent garde son secret (Whistle Down the Wind) de Bryan Forbes (assistant)
- 1962 : Les Femmes du général (Waltz of the Toreadors) de John Guillermin (assistant)
- 1963 : Le Prix d'un homme (This Sporting Life) de Lindsay Anderson (assistant)
- 1966 : Morgan (Morgan: A Suitable Case for Treatment) de Karel Reisz
- 1967 : Marat-Sade de Peter Brook
- 1968 : Isadora de Karel Reisz
- 1970 : Léo le dernier (Leo the Last) de John Boorman
- 1972 : Délivrance (Delivrance) de John Boorman
- 1973 : Le Meilleur des mondes possible (O Lucky Man) de Lindsay Anderson
- 1974 : Gatsby le Magnifique (The Great Gatsby) de Jack Clayton
- 1975 : Le Retour de la Panthère rose (The Return of the Pink Panther) de Blake Edwards
- 1976 : Le Voyage des damnés (Voyage of the Damned) de Stuart Rosenberg
- 1977 : Jubilee de Derek Jarman
- 1977 : L'Exorciste 2 : L'Hérétique (Exorcist II: The Heretic) de John Boorman
- 1979 : Tess de Roman Polanski
- 1980 : Times Square d'Allan Moyle
- 1982 : A Shocking Accident de James Scott (court métrage)
- 1984 : Nemo d'Arnaud Selignac
- 1984 : 1984 de Michael Radford
- 1986 : Nanou de Conny Templeman
- 1987 : Sur la route de Nairobi (White Mischief) de Michael Radford
- 1990 : L'Île oubliée (Lord of the Files) d'Harry Hook

## Distinctions (sélection)

### Nominations
- 1973 : Nomination à l'Oscar du meilleur montage pour Délivrance ;
- 1973 : Nomination au British Academy Film Award du meilleur montage pour Délivrance.

### Récompense
- 1967 : British Academy Film Award du meilleur montage gagné pour Morgan.

## Note et référence
1. ↑  Parfois confondu avec le directeur de la photographie américain Tom Priestley Jr., fils de Thomas A. Priestley Sr.
2. ↑  (en-GB) Ryan Gilbey, « Tom Priestley obituary », The Guardian,‎ 25 janvier 2024 (ISSN 0261-3077, lire en ligne, consulté le 8 février 2024)